# Jed Whedon

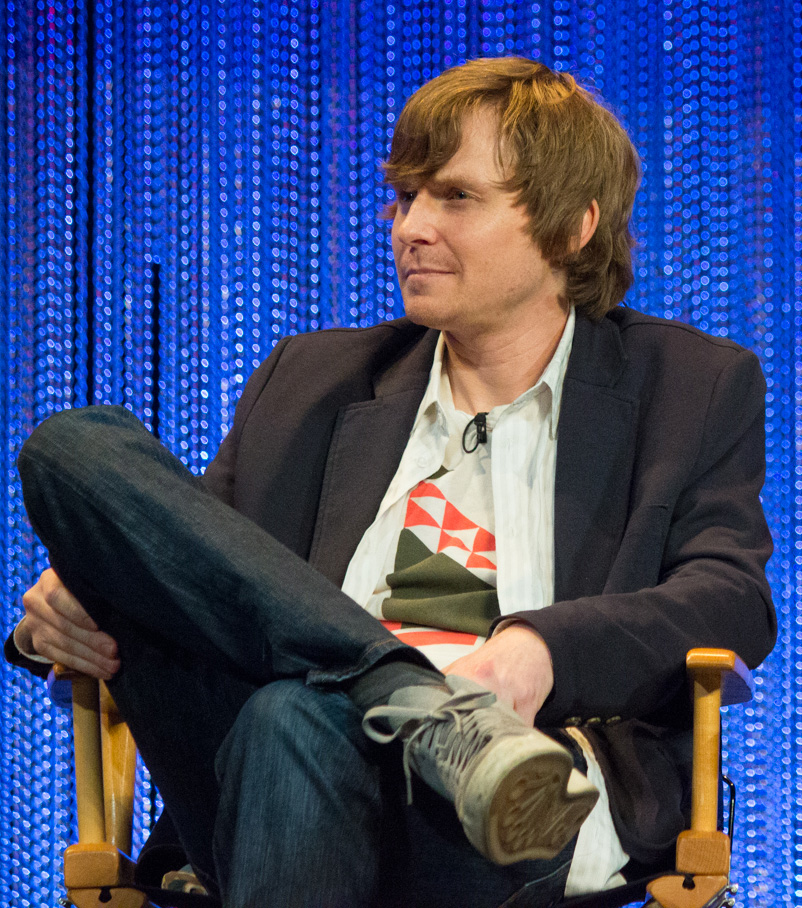
Jed Whedon (2014)

Jed Tucker Whedon (* 18. Juli 1975) ist ein US-amerikanischer Drehbuchautor und Musiker.

## Leben
Jed Whedon stammt aus einer Autorenfamilie, so ist er der Sohn des Drehbuchautors Tom Whedon sowie Enkel des Drehbuchautors John Whedon. Seine Geschwister sind der Drehbuchautor Zack Whedon, sowie der Produzent, Drehbuchautor und Regisseur Joss Whedon. Am 19. April 2009 heiratete er die Drehbuchautorin Maurissa Tancharoen.
Zusammen mit seinen Brüdern Joss und Zack sowie seiner damaligen Verlobten Maurissa Tancharoen schrieb er die Musical-Web-Serie Dr. Horrible’s Sing-Along Blog. Die Serie gewann 2009 einen Emmy-Award in der Kategorie „Special Class – Short-format Live-Action Entertainment Programs“.
Vor Dr. Horrible, komponierte Jed Musik für Videospiele und war Mitglied der mittlerweile aufgelösten Band The Southland. 2010 brachte er ein Album mit dem Titel History of Forgotten Things unter dem Band-Namen „Jed Whedon and the Willing“ heraus. Zu dem Album trugen seine Frau Maurissa sowie ihre gemeinsame Freundin Felicia Day bei. Zusammen mit Felicia Day komponierte er die Musik zum Song (Do You Wanna Date My) Avatar für die Web-Serie The Guild. Zudem führte er bei dem zugehörigen Musikvideo Regie.
Bis zur Absetzung waren er und seine Frau Maurissa Autoren für die Fox-Serie Dollhouse, die von seinem Bruder Joss Whedon erfunden wurde. Danach waren sie Autoren für Spartacus. Zusammen mit seiner Frau und seinem Bruder Joss arbeitete er 2012 an dem Film Marvel’s The Avengers und seit 2013 an der Fernsehserie Marvel’s Agents of S.H.I.E.L.D..

## Auszeichnungen
Für seine Arbeit am Dr. Horrible’s Sing-Along Blog gewann Jed zwei Streamy Awards in den Kategorien Best Writing for a Comedy Web Series und Best Original Music for a Web Series.